# 薄田七郎
薄田 七郎（うすだ しちろう、1898年〈明治31年〉1月12日 - 1983年〈昭和58年〉10月22日）は、日本の病理学者、厚生技官、医師。医学博士。台北帝国大学医学部病理学教室病理学第一講座第2代教授。

## 略歴
新潟県中蒲原郡木戸村大字鴉俣（現 新潟市東区山木戸）の医師・薄田敬勝の長男として出生。
1915年（大正4年）3月に新潟中学校を卒業、1919年（大正8年）7月に第二高等学校を卒業、1923年（大正12年）4月に東京帝国大学医学部医学科を卒業。
東京帝国大学医学部病理学教室に入室、1925年（大正14年）1月に泉橋慈善病院内科医員に就任、1926年（大正15年）4月に同病院病理解剖科医員に就任、1932年（昭和7年）11月に東京帝国大学から医学博士号を取得。
1937年（昭和12年）2月に台北帝国大学医学部病理学教室病理学第一講座（担任：和気巌教授）助教授に就任、3月に同大学に着任、1945年（昭和20年）7月に台北帝国大学医学部病理学教室病理学第一講座第2代教授に就任。
太平洋戦争後、国立台湾大学に留用され、1945年（昭和20年）12月に同大学医学院病理学科教授に就任、1946年（昭和21年）7月に留用を解除され、同大学を退職、10月に日本に帰国。
1947年（昭和22年）5月に帝国女子医学薬学専門学校教授に就任、11月に東邦女子医学薬学専門学校教授に就任。
1949年（昭和24年）3月に厚生技官に任命され、新潟県衛生試験所病理部長に就任、1961年（昭和36年）4月にガンセンター新潟病院研究部長に就任、1971年（昭和46年）4月に新潟医療技術専門学校非常勤講師に就任。
病気で入院中、1983年（昭和58年）10月22日午後6時10分に死去、85歳没。10月25日に新潟県新潟市西堀通5番町（現 新潟市中央区西堀通5番町）の光林寺で告別式が執り行われた。

## 研究
悪性腫瘍の研究で業績を上げた。

## 栄典
- 1971年（昭和46年）11月3日 - 勲三等瑞宝章[15]

## 親族
- 小川種太郎 - 岳父、味噌醤油醸造業、元新潟興業貯蓄銀行監査役、元新潟汽船取締役、元新潟市会議員。
- 三井田彦司郎 - 義兄（妻の長姉の夫）、海軍機関大佐、元湯浅蓄電池製造常務取締役・技術顧問、元日本蓄電池製造相談役。

## 著作物

### 校訂書
- 『簡明小病理解剖學 各論 上卷』講医会編集部[編]、富倉書店、1935年。
- 『簡明小病理解剖學 各論 下卷』講医会編集部[編]、富倉書店、1941年。

### 論文
- CiNii収録論文 - CiNii